# Національний театр Косова

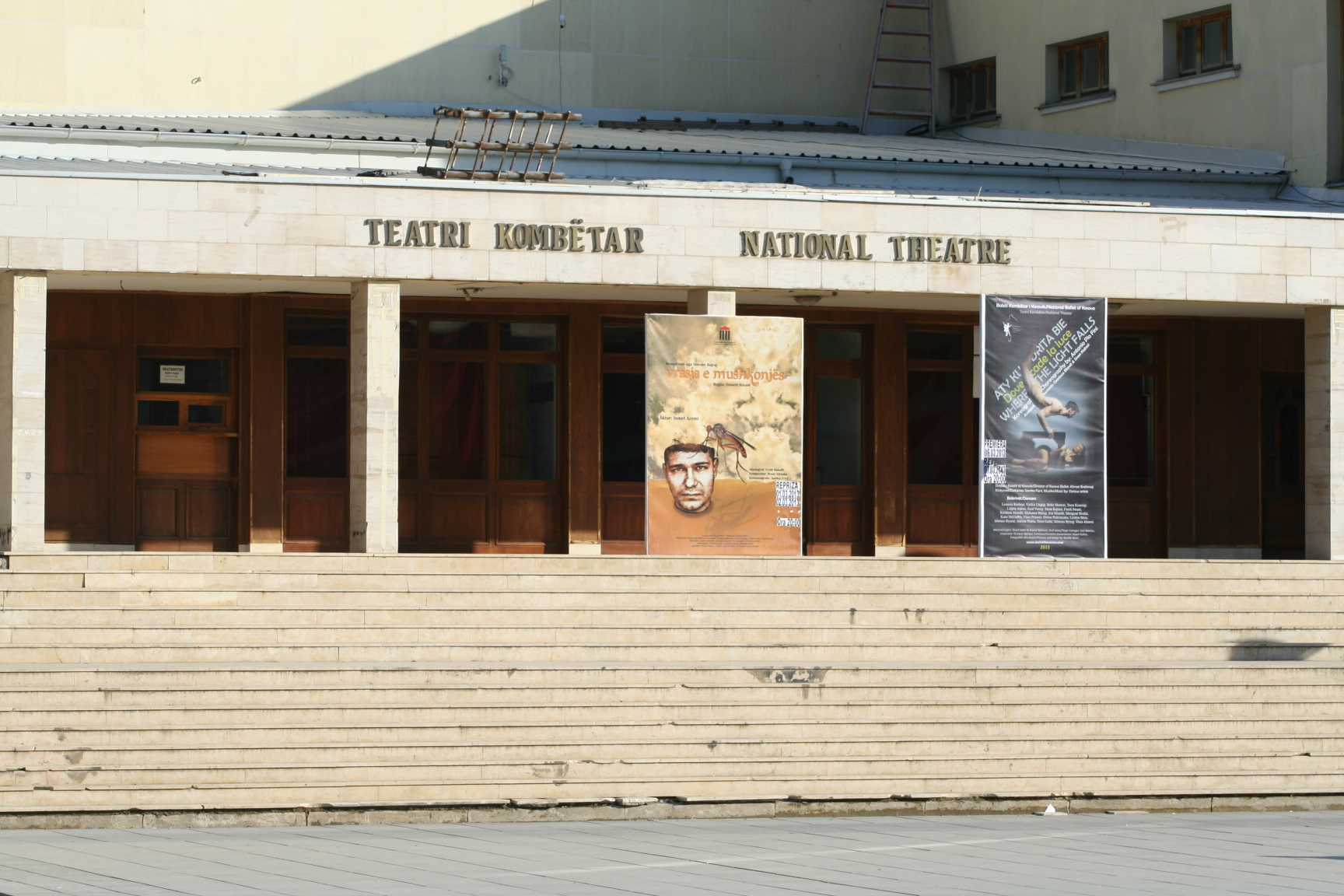
Національний театр Косова — 1990-ті роки

Національний театр Косова (алб. Teatri Kombëtar; серб. Narodno pozorište / Народно позориште) був заснований у 1946 році в місті Прізрен, Косово. Має найвищий рейтинг серед театральних інститутів в країні, має найбільшу кількість постановок. Національний театр є єдиним публічним театром у Косові й тому він фінансується Міністерством культури, молоді і спорту. Цей театр випустив понад 400 прем'єрних вистав, які переглянуло більше трьох мільйонів глядачів.

## Історія

### Створення
Національний театр Косова заснований в 1946 році в Прізрені, це був перший професійний театр у Косові після Другої світової війни. На початку він називався народний провінційний театр і був розміщений в спорт-центрі «Партизан». Приміщення мало дуже маленьку сцену та не відповідало базовим вимогам щоб використовуватись як театр. Засновниками першого професійного театру в Косові були Pavle Vugrinac, Milan і Cica Petrovic, які зібрали молодих талановитих акторів, які бажають працювати в театрі під керівництвом Шефкета Мусліу. Творчий колектив сформували з 14 арт-ентузіастів, які організували дві вистави, після чого, 7 жовтня, 1945 народний провінційний театр засновано офіційно. Перший офіційний показ цього театру під назвою «Цукрова кулька» (албанська: «Topi i sheqerit») від автора Glishiq, за якою послідували 16 інших успішних прем'єр і двох турів по Косову.
У 1946 році театр був переведений в Пріштіну, де через будівництво нового театру робота була тимчасово призупинена, а молоді актори театру вимушені були шукати роботу в інших театрах. Два роки потому, офіційне відродження театру було оголошено Міністерством освіти і культури Сербії на 1 травня 1949. Milutin Jansic був призначений генеральним директором і першою виставою після 2 річної перерви стала вистава «Мост» режисера Dragutin Todic. У 1951 році був прийнятий Закон Про народний провінційний театр це дозволило театру прискорити темпи розвитку. З'явилося багато нових акторів, які приєдналися до театру, двоє з яких (Abdurrahman Shala та Muharrem Qena), в умовах відсутності професійних директорів, під керівництвом Добрика Раденковича стали успішними й відомими театральними режисерами і постановниками. У наступні роки театром керували дуже здібні генеральні директори, такі як Азем Шкрелі й Раміз Кельменді, які розвивали театральну діяльність у Косові і зробили театр дуже важливим художнім інститутом. У 90-х роках слідують насильницькі заходи сербської окупації в Косові, які вплинули також і на театральну діяльність. Відразу після війни, ім'я цього театру було змінено з Народного провінційного театру на Національний театр Косова.

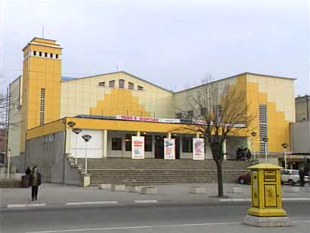
Національний театр новий об'єкт в Пріштіні

### Діяльність Національного театру під час і після війни в Косові
З 1981 року до кінця війни в Косові театр працював під сербським політичним тиском, тому багато албанських художників було звільнено і були створені паралельні освітні домашні театри. Більшість звільнених художників продовжували свою кар'єру в паралельних театрах, і деякі з них нині є частиною професійних співробітників Національного театру. У 1999 році, відразу після війни в Косові, назву змінили на Національний театр Косова. Протягом наступних 10 років після війни, театр був домом для багатьох міжнародних і національних виставок і фестивалів. Незважаючи на соціальні хвилювання і політичний тиск, Національний театр Косова досяг багатьох творчих успіхів та здобув багато призів на фестивалях, таких як «Sterja's Festival» в Новому Саді, «Small Experimental Stages» в Сараєво і багатьох інших міжнародних театральних зустрічах. Національний театр організовує безліч заходів, які дозволяють провести міжнародні шоу на сцені в Пріштіні. Деякі з цих самих відвідуваних подій: Німецький тиждень, Франкофонійський тиждень і Тиждень Швейцарії.

### Освіта свого персоналу
При відсутності в акредитованого навчального закладу для навчання нових акторів і співробітників театру, в 50-ті роки працівники театру організували театральну студію, де проходило навчання і підготовка молодих акторів, відповідно до вимог театру. Ця студія існувала протягом двох років, навяання пройшли 14 людей. Студія більше не існує, так як в даний час існує професійні організації, які роблять ту ж саму роботу. Пізніше, актори і режисери відвідали курси за кордоном і повернулися, щоб поділитися знаннями і досвідом з іншими членами. Завдяки великим зусиллям працівників, кілька років по тому Національний театр мав своїх власних художників, режисерів, костюмерів і декораторів та кваліфікований персонал. Важливу роль відігравала співпраця театру з Академією театру і фільмографії Сербії, сербського радіо і телебачення. У 1970 році був створений драмгурток який запропонував індивідуальну художню освіту багатьом ентузіастам молодого мистецтва, які дали зробили значний вклад в Національний театр. Деякі з цих людей, згодом стали великими художниками, серед них були Фарек Беголл, Бекім Феміу, Екрем Кріезіу, Кмажл Соколі, Енвер Петровс і багато інших.

## Вплив Національного театру на акторське життя в Косові

### Розвиток виконавського мистецтва
Національний театр є ініціатором багатьох фестивалів і подій, які збільшують конкуренцію між виконавцями і виконавчими видами мистецтва. Перший конкурс був організований на початку 50-х років і привів до колекції оригінальних драм різних видів без будь-яких мовних обмежень. Результати були цілком задовільними, оскільки чимало з цих драм були перетворені у великі шоу — «Erveheja», «Dashuria» і «Hakmarrja». Окрім оригінальних драм, на сцені зіграно багато албанських творів, написаних відомими авторами. Один з них, який був дуже успішним — «Sikur të isha djalë» письменника Хакі Стермілі. У 60-ті і 70-ті роки багато авторів почали писати драми, які додавалися до репертуару Національного театру. Основи драматичної творчості сформувалися на конкурсі «Katarina Josipi-KATI», який носить ім'я відомої актриси Катаріни Джозіпі. Цей конкурс приносить на сцену багато творів мистецтва, які відвідує широка аудиторія і дозволяють заповнити прогалини театральної творчості Національного театру. Окрім різних видів драм, на сцені Національного театру поставили деякі поеми, наприклад — «Zogu i diellit» за авторством Діна Махметі та «Trungu Ilir» Сабрі Хаміті.

### Розвиток художньої критики

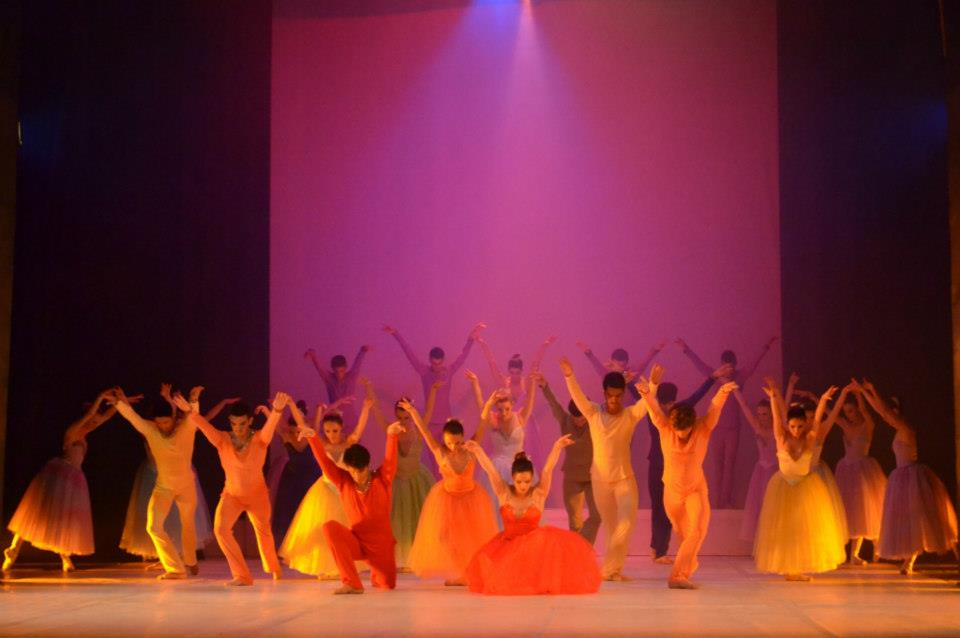
Балетна труппа на сцені Національного театру

Журнали та газети, такі як «Rilindje», «Jedinstvo», «Tan», «Bota e re», «Zëri», «Politika», а також радіо-телебачення Пріштіни грає дуже важливу роль у сприянні Національному театру і залученні мистецтвознавців. Багато мистецтвознавців зосереджені на спектаклях театру і публікували свої думки, які вплинули на популяризацію сценічного мистецтва. Видаються книги про Національний театр — «Кур ndizen dritat» Вехам Шита і «Fjala ne skenë» Муса Рамадана.

## Внутрішня організація театру
Ця установа має п'ять підрозділів.
- Албанська драма
- Сербська драма (не працює з 1999 року)
- Балет Косова
- Технічний відділ
- Сектор управління

За винятком цих підрозділів, Національний театр має свої філії — театральна рада, художня рада і статут (правила процедури). Національний театр є державною установою, вона ніколи не була на самофінансуванні, але вона підтримується навчально-культурною спільнотою, Міністерством культури, молоді і спорту та інших мистецьких закладів .

## Співпраця з іншими установами
З моменту свого створення, Національний театр співпрацює з багатьма установами, які внесли свій вклад в розширення і просування. Театр, як і раніше співпрацює з театрами в Албанії, Польщі, Туреччині, Англії та багатьох інших країнах. Починаючи з 1973 року, була дуже тісна співпраця з радіо Призрені і радіо Пріштіни — обмін директорів, перекладачів і техніків, реалізовані спільні радіо драми і комедії.

### Співпраця з іншими театрами

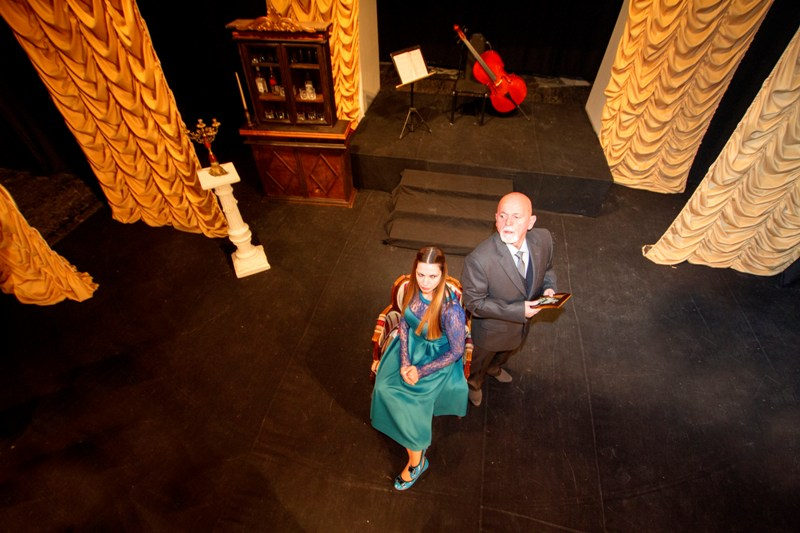
Вистава «Deshmitari» режисера Selami Taraku. Прем'єра 2013

Національний театр як провідний театральний інститут має багато зв'язків з іншими театрами Косова — театр Ода, театр Додона, а також театрами Призрені, Печі, Джяковіца, Феріжая і Мітровиця. Він був частиною багатьох фестивалі, а його директори були журі на важливих культурних подіях, таких як «Trebinja» та Kulla".

### Співпраця з кінематографом Косова
Оскільки Національний театр і кінематограф Косова створено того ж дня, 7 жовтня 1945 року в тому ж місці — Прізрені, їх діяльність пов'язана в багатьох областях. У перші десятиліття ця співпраця розвивається в основному в кіностудіях Белграда, Сербія. Пізніше, багато акторів Національного театру, Kristë Berisha, Мухарем Кене і Шані Палласке зіграли у фільмах  «Eshaloni Dr.M.», «Kapiten Lleshi», «Qerim hesapesh», і «eta e minatorëve». Зі створенням студії «Kosova Film» співпраця в результаті приносить дуже успішні фільми «Uka i Bjeshkëve të Nemuna» та «Treni për Berlin». Оскільки актори театру були найбільш професійними акторами в країні, їх часто запрошували на ролі в кіно, тож Національний театр відіграв дуже важливу роль у розвитку кінематографії.

## Вистави

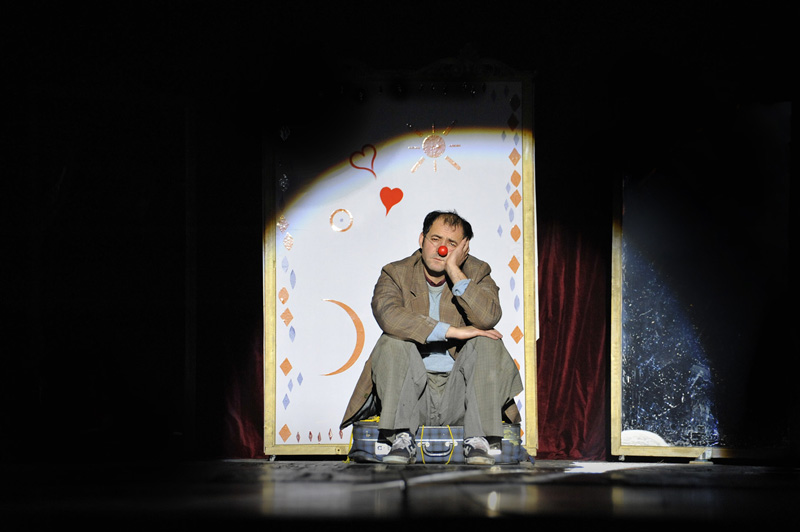
Вистава «UUUH» режисера Isë Qosja. прем'єра 2008 року

У репертуарі Національного театру складається з багатьох драматичних вистав національних і міжнародних режисерів. Вистави, вироблені в цьому театрі були частиною багатьох міжнародних фестивалів, де отримали художні нагороди і дуже хороші коментарі від багатьох відомих мистецтвознавців. До 1989 року цей театр випустив більше 400 прем'єр і близько 10 00 повторів. Ці вистави були переглянуті більш ніж 3 200 000 людей у Косові й за кордоном. Окрім вистав, поставлених албанською мовою, театр ставив багато вистав сербською та іншими слов'янськими мовами.

### Відомі постановки 2008 року
- Çifti Martin (режисер Bekim Lumi)
- Motra e katërt(режисер Agim Sopi)
- Tartufi (режисер Rahim Burhan)
- UUUH (режисер Isë Qosja)
- Liria po vjen (режисер Agim Selimi)

### Відомі постановки 2009 року
- Dejzilend (режисер Agon Myftari)
- Bodrumi (режисер Fadil Hysaj)
- Rebelët (режисер Bujar Luma)
- Mashtruesit (режисер Clement Peretjatko)
- Vdekja dhe vasha (режисер Fatos Berisha)
- Shkëlqesi (режисер Enton Kaca)
- Norway.Today (режисер Zana Hoxha Krasniqi)

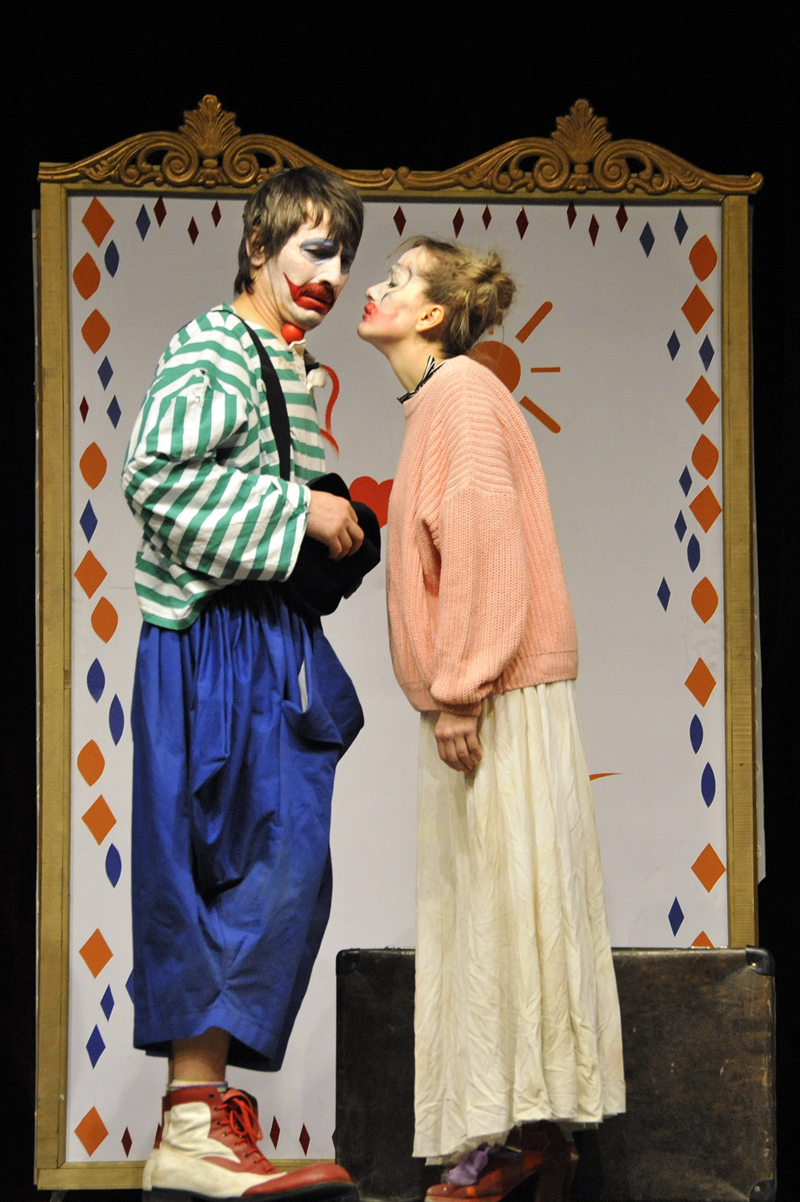
Вистава «UUUH» режисера Isë Qosja. прем'єра 2008 року

### Відомі постановки 2010 року
- Macja mbi catinë e nxehtë (режисер Florent Mehmeti)
- Peer Gynt
- Beselam pse me flijojnë
- Heshtja (режисер Arta Kallaba)
- Lidhje gjaku (режисер Fadil Hysaj)
- Clooser

### Відомі постановки 2011 року
- Fizikanët (режисер Isë Qosja)
- Cubi i Kukurrecit (режисер Ilirjana Arifi)
- Majmuni i Diellit (режисер Olle Tornqvist)
- Nata e Helverit (режисер Altin Basha)
- Udhëtimi (режисер Ilire Celaj)
- Nata e dymëbdhjete (режисер Ilir Bokshi)
- Leksikoni i Yumitologjise (режисер Oliver Frljic)
- Duke pritur Godon (режисер Drita Begolli)

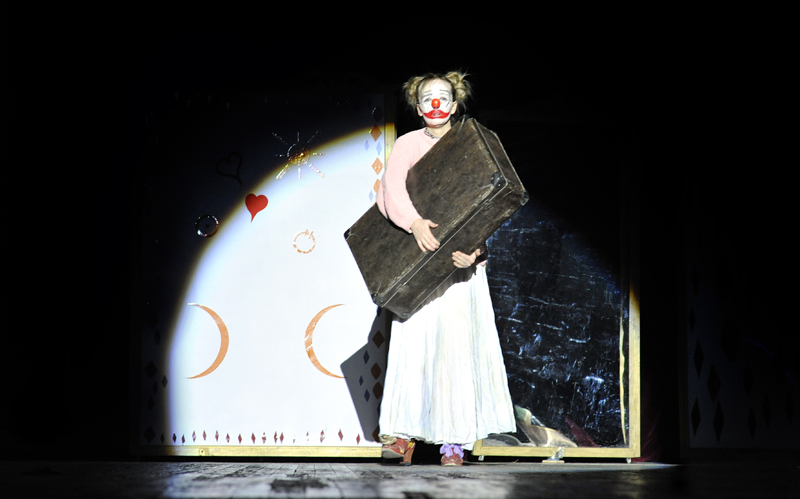
Вистава «UUUH» режисера Isë Qosja. прем'єра 2008 року

### Відомі постановки 2012 року
- Lisistrata (режисер Elmaze Nura)
- Dosja H
- Shtepia në ankand (режисер Fadil Hysaj)
- Nora
- Vrasja e mushkonjës (режисер Donard Hasani)
- Nje varr për majorin e mbretit (режисер Haqif Mulliqi)

### Відомі постановки 2013 року
- Dëshmitari (режисер Selami Taraku)
- Përplasjet (режисер Ekrem Kryeziu)
- Mbas zonjushës Julie (режисер Kushtrim Koliqi)
- Vrima e lepurit
- Edipi mbret
- Narnia- Luani, Shtriga dhe Dollapi